# Jack Fairman
Jack Fairman, född 15 mars 1913 i Horley, Surrey, död 7 februari 2002 i Rugby, Warwickshire, var en brittisk racerförare.

## Racingkarriär
För Fairman var racing en bisyssla och han drev först och främst familjens verkstadsföretag, men hans tekniska kunnande gjorde honom efterfrågad som testförare. Hans första insatser inom bilsporten kom i mitten av 1930-talet, då han körde backtävlingar med en Alvis 12/50. Efter andra världskriget tävlade han i sportvagnsracing. Fairman körde för de främsta brittiska stallen, som Jaguar, Ecurie Ecosse och Aston Martin. Hans bästa resultat kom säsongen 1959, då han vann både Nürburgring 1000 km och RAC Tourist Trophy tillsammans med Stirling Moss i en Aston Martin DBR.
Fairman drog sig tillbaka från motorsporten 1963.

## F1-karriär
Fairman gjorde även sporadiska inhopp i formel 1 och debuterade i Storbritanniens Grand Prix 1953. Hans bästa säsong blev 1956, då han tog två poängplatser och slutade tia i mästerskapet.
| Säsong | Stall/Tillverkare                                                   | Poäng | Placering |
| ------ | ------------------------------------------------------------------- | ----- | --------- |
| 1953   | HWM Connaught Engineering                                           | 0     | -         |
| 1955   | Connaught Engineering                                               | 0     | -         |
| 1956   | Connaught Engineering                                               | 5     | 10        |
| 1957   | BRM                                                                 | 0     | -         |
| 1958   | B C Ecclestone (Connaught-Alta) Cooper Car Company                  | 0     | -         |
| 1959   | High Efficiency Motors (Cooper T45)                                 | 0     | -         |
| 1960   | CT Atkins (Cooper T51)                                              | 0     | -         |
| 1961   | R R C Walker Racing Team (Ferguson P99) Fred Tuck Cars (Cooper T45) | 0     | -         |